# مبلغان دریایی لوچو
مبلغان دریایی لوچو (انگلیسی: Loochoo Naval Mission) یک انجمن مبلغان کلیسای انگلستان بود تا به جزایر ریوکیو، که امروزه بخشی از ژاپن است، اما در آن زمان کشوری مستقل است، کمک‌های مسیحی را فراهم کند.
کار این مبلغان هم در تاریخ پادشاهی ریوکیو و هم به عنوان اولین فعالیت مبلغان ثبت شده آنگلیکان و پروتستان در مجمع الجزایر ژاپن مهم بود.